# Crystal Mover
Crystal Mover — піплмувер (APM) на гумових шинах для аеропортів і громадського транспорту, виготовлений на Mitsubishi Heavy Industries (MHI) Mihara Machinery Works

у Міхарі, Японія. 
Crystal Mover, спочатку заснований на японському стандарті APM, використовується в системах автоматизованого транзитного руху (AGT) у Китаї, Японії, Сінгапурі, Південній Кореї, Об’єднаних Арабських Еміратах і Сполучених Штатах.
З 2010-х років MHI створює та постачає нову серію систем AGT під брендом Urbanismo як наступника Crystal Mover. 
Серія Urbanismo складається з високошвидкісної моделі під назвою «Urbanismo Super AGT» з максимальною швидкістю 120 км/год і три настроювані моделі під назвами «Urbanismo-22», «Urbanismo-18» і «Urbanismo-16» загальною вагою понад 22, 18 і 16 тонн відповідно.

## Громадський транспорт

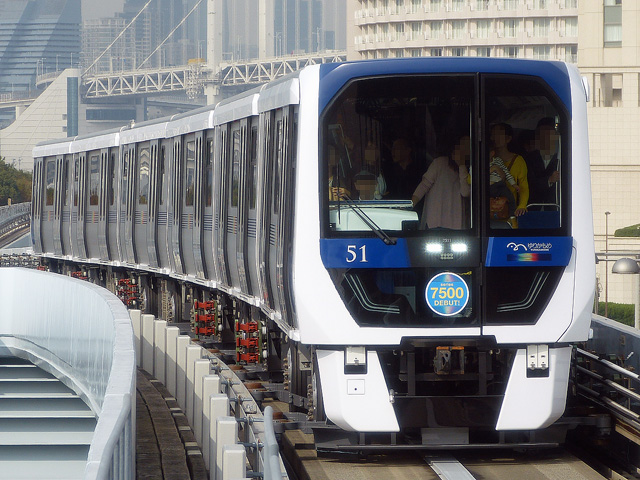
Yurikamome 7500 series EMU на базі Urbanismo-18 class (листопад 2018)

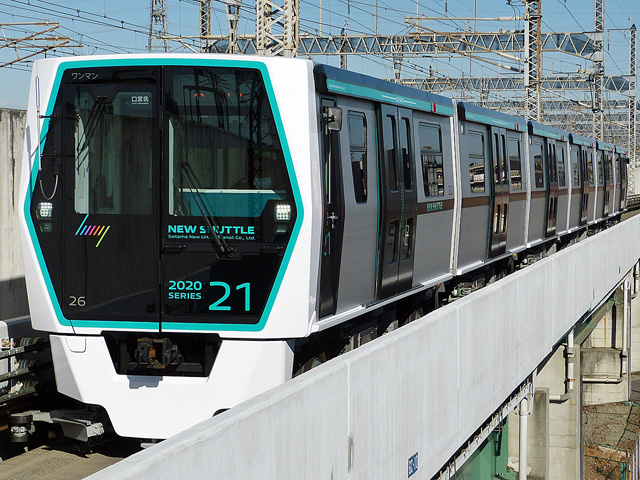
New Shuttle 2020 series EMU на базі Urbanismo-16 class (лютий 2016)

### Японія
У 2014 — 2016 роках компанія «Yurikamome, Inc.», яка керує лінією Юрікамоме у Токіо, придбала 18 шестивагонних поїздів серії 7300 на основі класу Urbanismo-18

, 
за для заміни 18 шестивагонних поїздів серії 7000. 

З червня 2018 року по червень 2020 року компанія MHI також поставила 8 шестивагонних потягів серії 7500 (оновлена версія серії 7300) для заміни потягів серії 7200. 
Saitama New Urban Transit Co., Ltd., яка керує New Shuttle у префектурі Сайтама, придбала 5 шестивагонних поїздів 2020 серії на базі класу Urbanismo-16
, 
за для заміни 3 шестивагонних 1010 серії і 2 шестивагонних поїздів серії 1050 у 2015 — 2020 рр. 

У Хіросімі компанія Hiroshima Rapid Transit придбала 24 шестивагонних потягів серії 7000 на базі класу Urbanismo для заміни 23 шестивагонних потягів серії 6000 та 1 шестивагонного потяга серії 1000, що курсували лінією Астрам 26 березня 2020. 

### Сінгапур
У Сінгапурі Crystal Movers працюють на лініях Сенкан і Пунггол, якими керує SBS Transit. 
Ці вагони працюють з 2003 року на Сенкан і з моменту відкриття у 2005 році на Пунггол. 
Загалом для двох ліній використовують 41 вагон Crystal Mover C810

Було розміщено додаткове замовлення ще на 16 вагонів (Crystal Mover C810) з ідентичними специфікаціями для збільшення пасажирообігу на обох лініях LRT, що було повністю виконано станом на 2016 рік 

### Макао

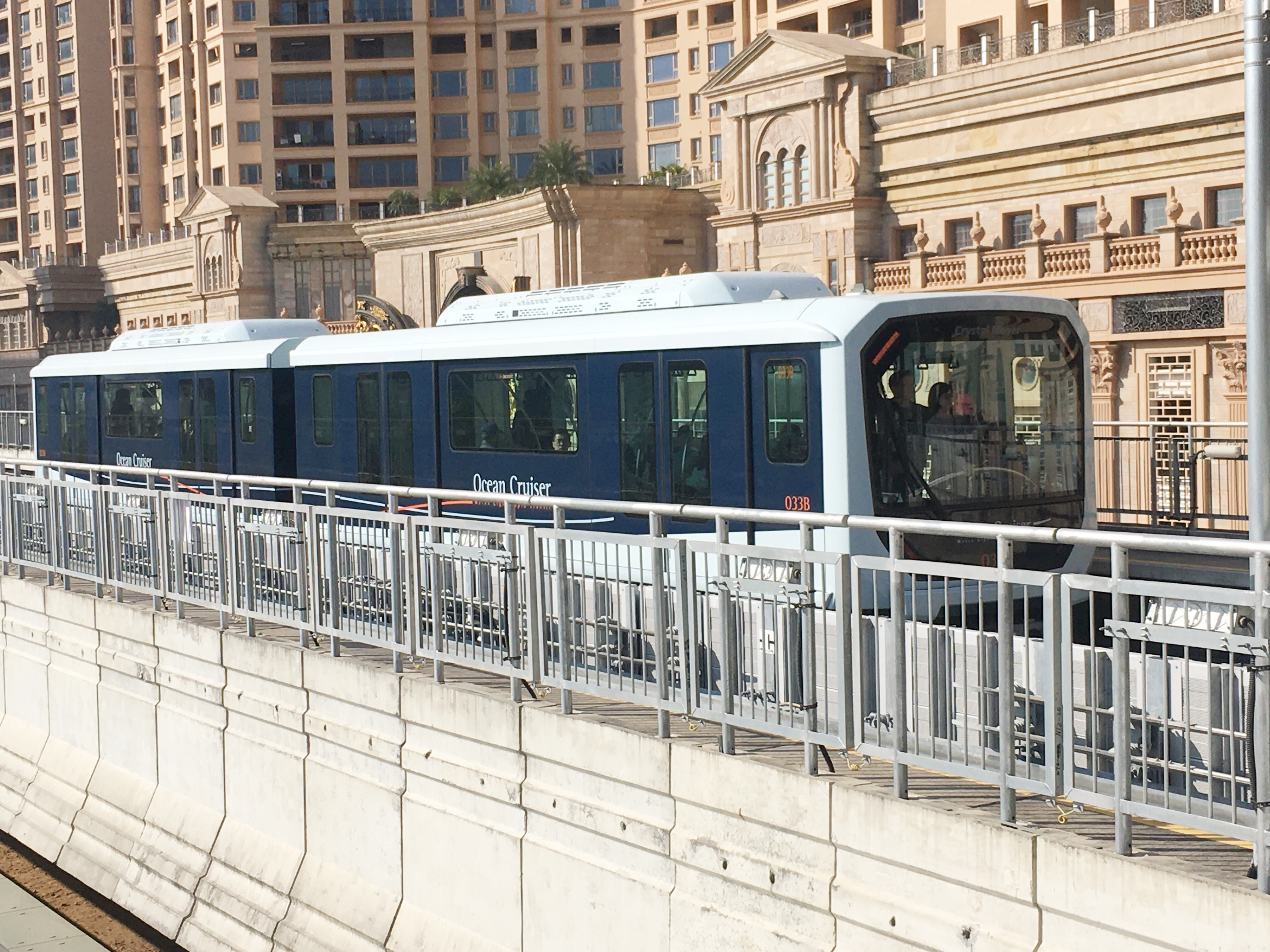
Urbanismo-22, у мережі легкорейкового транспорту Макао, відкрито у 2019 році.

31 грудня 2010 року Макао розмістив замовлення вартістю 4,688 мільярда MOP на транспортні засоби Urbanismo-22 під назвою «Ocean Cruiser»  
для мережі легкорейкового транспорту Макао, яка почала комерційну експлуатацію 10 грудня 2019 року та була безкоштовною до 31 січня 2020 

## В аеропортах

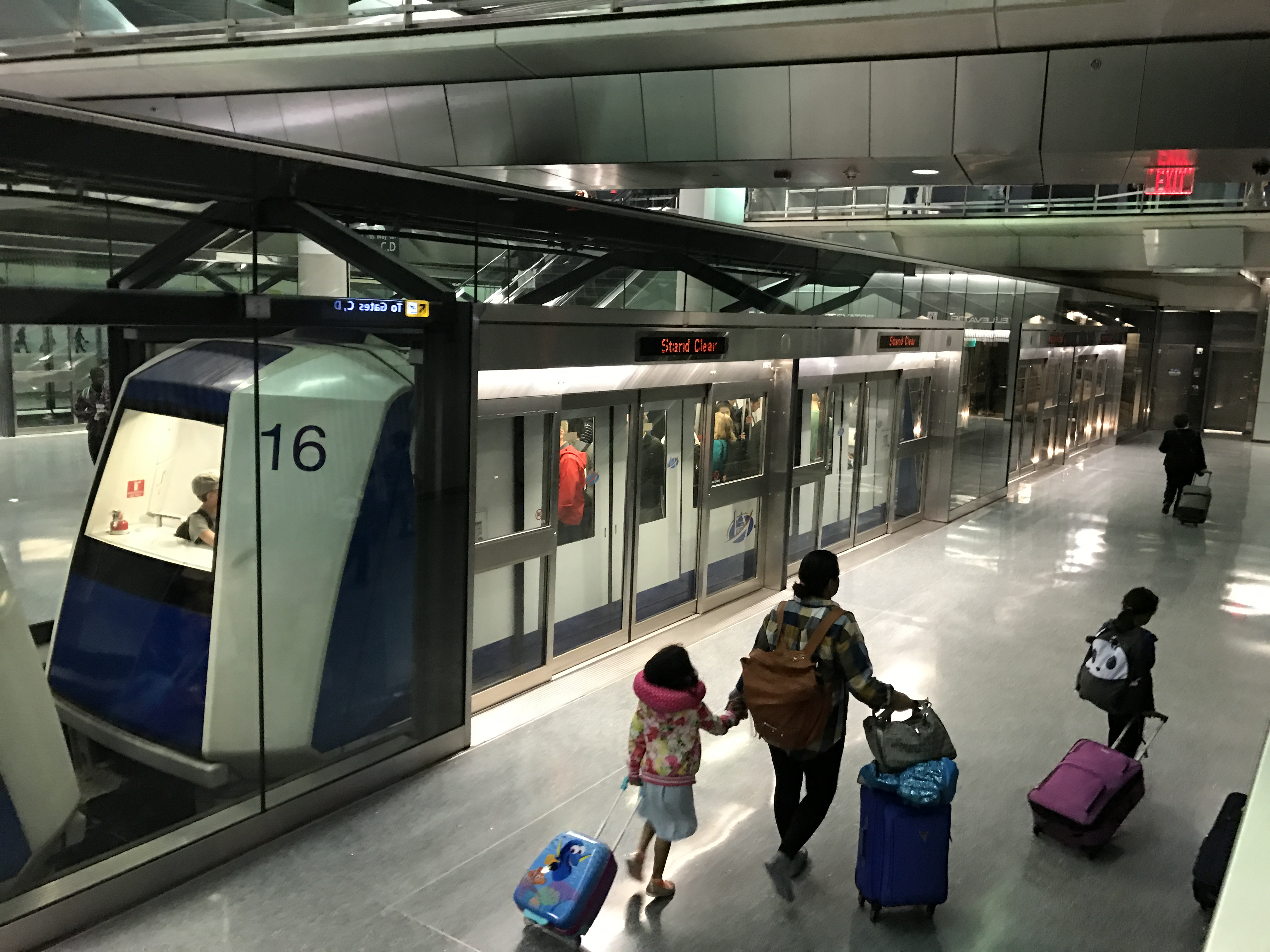
Crystal Mover в мережі AeroTrain у Вашингтонському міжнародному аеропорту імені Даллеса

AeroTrain у Вашингтонському міжнародному аеропорту імені Даллеса — це система Crystal Mover .

### Гонконг
- Піплмувер аеропорту Гонконг[en], Міжнародний аеропорт Гонконгу

### Сінгапур
- Піплмувер аеропорту Сінгапур[en], аеропорт Сінгапур

### Південна Корея
- Трансфер до аеропорту Інчхон, міжнародний аеропорт Сеул-Інчхон

### Об'єднані Арабські Емірати
- Піплмувер аеропорту Дубай[en] (термінал 3), Міжнародний аеропорт Дубай, ОАЕ

### Сполучені Штати
- Піплмувер аеропорту Вашингтон-Даллес[en], Міжнародний аеропорт Вашингтон-Даллес, США[14]
- Піплмувер аеропорту Атланта[en], міжнародний аеропорт Атланта, США[15]
- MIA Mover[en] та Skytrain (Маямі)[en], міжнародний аеропорт Маямі, США[15]
- Піплмувер аеропорту Орландо[en], міжнародний аеропорт Орландо, Сполучені Штати[15][16]
- SkyConnect[en], міжнародний аеропорт Тампа, Сполучені Штати[17]

## Технічні характеристики

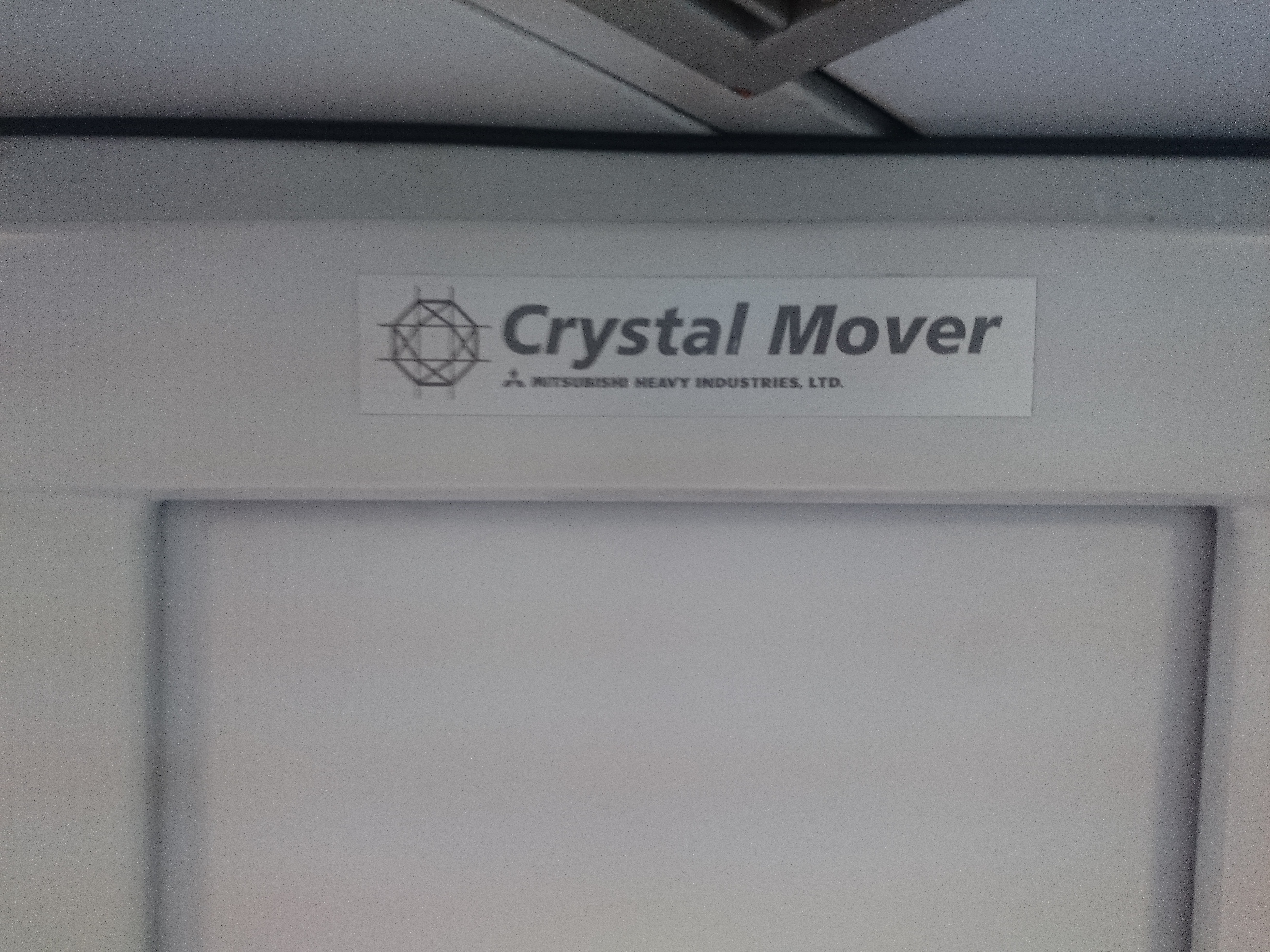
Лого Crystal Mover

- Конфігурація: одно- або двовагонний
- Місткість (пасажирів): 105 (з них 18 місць для сидіння) або 210 (з них 36 місць для сидіння)
- Маса транспортного засобу: 14,9 тонн на вагон
- Розміри вагона: 11,84 м (довжина) x 2,69 м (ширина) x 3615 мм (висота)
- Направляюча система: бічна направляюча двоосьова чотириколісна система рульового керування
- Електрична система: третя рейка на 750 вольт постійного струму
- Колія: 1850 мм; ширина напрямної рейки: 3,2 м
- Максимальна швидкість 70 км/год
- Робоче прискорення та гальмування: 1,0 м/с²
- Екстрене гальмування: 1,3 м/с²
- Конструкція кузова: зварна конструкція з алюмінієвого сплаву
- Тяговий двигун: Два 3-фазних асинхронних двигуна змінного струму кожен з постійною потужністю 80 кВт (110 к.с.)
- Система керування силовою установкою: IGBT – VVVF інверторне векторне керування (індивідуальне керування кожною віссю зі змінним керуванням навантаженням)
- Гальмівна система: електричне пневматичне гальмо з рекуперативним гальмом (з резервним гальмом, стоянковим гальмом, контролем змінного навантаження та контролем запобігання ковзанню коліс)